# Fundació Gresol
La Fundació Gresol és una entitat d'empresaris i espai d'intercanvi d'idees creat el 1994, amb seu a Reus.
Des de la considerada com a segona àrea metropolitana del país, la 'Fundació Gresol' té com a objectiu contribuir a enfortir el seu teixit empresarial, promovent el talent, el lideratge i el progrés de la Catalunya Nova, convertint-se en una tribuna de d'opinió i organitzant activitats i jornades durant tot l'any, algunes més destinades al sector econòmic, i d'altres a l'esfera pública. Una de les seves activitats més consolidades és la entrega dels anomenats 'Premis Gaudí Gresol' a la Notorietat i l'Excel·lència, que es celebren cada any, des del 2007 a Reus per tal de fer un reconeixement a deu personalitats rellevants que s'han convertit en referents dels empresaris i de la societat civil. El guardó és una reproducció del bust de l'arquitecte Antoni Gaudí, obra de l'escultor Joan Matamala, realitzat en bronze.
La Fundació Gresol és membre de la Coordinadora Catalana de Fundacions.
Des del febrer del 2019 l'empresari reusenc Emili Correig Manresa és el nou president de la Fundació Gresol.

## Premiats amb els Premis Gaudí Gresol
| Edició | Any  | Premiats |
| ------ | ---- | --- |
| XVa    | 2022 | PortAventura World (Medi Ambient), Josep Sánchez i Llibre (Lideratge Empresarial), Vicent Sanchis i Llàcer (Periodisme), Susanna Griso i Raventós (Televisió), La Cubana (Teatre), Margaryta Yakovenko (Literatura), Genís Roca (Talent Digital), Juan Carlos Unzué Labiana (Esport), Antoni Trilla i García (Català Il·lustre), Lucrecia (Música)                                                                  |
| XIVa   | 2021 | Josep Maria Campistol Plana (Ciencia y Medicina), Núria Salán Ballesteros (Tecnologia), Esteve Camps i Sala (Arquitectura), Jordi Juan i Raja (Periodisme), Jordi Salas i Salvadó (Catalá Il·lustre), Sílvia Marsó (Arts Escèniques), Marina Rossell (Música), equip femení de fútbol del FC Barcelona (Esports), Llucia Ramis i Laloux (Literatura), Jordi Basté i Duran (Ràdio)                                   |
| XIIIa  | 2019 | Jordi Faulí i Oller (Arquitectura), Inma Shara (Música), Borja Corcóstegui (Ciencia y Medicina), Víctor Amela (Literatura), Joan Antoni Samaranch Salisachs (Esport), Samanta Villar Fitó (Periodisme), Sergi Ferrer-Salat Serra di Migni (Medi Ambient), Tricicle (Teatre), Irene Montalà (Televisió), Oriol Tarragó (Reusenc Il·lustre)                                                                           |
| XIIa   | 2018 | Carme Pinós i Desplat (Arquitectura), María Blasco Marhuenda (Investigació), Ramon Gomis de Barbarà (Literatura), Anna Veiga Lluch (Ciència), Mireia Torres (Medi Ambient), Carlos Latre Ruiz (Televisió), Òscar Cadiach i Puig (Esports), Belén Fabra i Homedes (Cinema), Rafael Matesanz (Medicina), Risto Mejide Roldan (Publicitat)                                                                             |
| XIa    | 2017 | Jaume Alsina i Calvet (Lideratge Empresarial), Manuel Castells Oliván (Sociologia), RCR Arquitectes (Arquitectura), Ildefonso Falcones de Sierra (Literatura), Francesc Orella i Pinell (Televisió), Juan Bautista Bosch (Gastronomia), Artur Aldomà Puig (Belles Arts), Hoquei Reus Deportiu (Esport), Pilar Rahola i Martínez (Periodisme), Josep Vila i Abelló (Reusenc Il·lustre)                               |
| Xa     | 2016 | Agustín Cordón Barrenechea (Lideratge Empresarial), Marc Márquez i Alentà (Esports), Jordi Cruz Mas (Gastronomia), Neus Segrià Fortuny (Art), Fundació Banc dels Aliments (Tasca Humanitària), Joan Pera (Teatre), Manel Fuentes i Muixí (Periodisme), Obra Social “la Caixa” (Solidaritat), Josep Maria Mainat i Castells (Música), Nuria Oliver Ramírez (Ciència i Tecnologia) i Hiroya Tanaka (Arquitectura)     |
| IXa    | 2015 | Víctor Grífols i Roura (Lideratge Empresarial), Joan Josep Guinovart i Cirera (Ciència), Rafael Moneo (Arquitectura), Josep Maria Pou i Serra (Arts Escèniques), Josep Maria Martí i Martí (Periodisme), Elena Arzak Espina (Gastronomia), Maribel Verdú (Cinema), Xavier Bosch (Literatura), Toni Albà (Televisió), Maria Isabel Correig Blanchar (Solidaritat)                                                    |
| VIIIa  | 2014 | Imanol Arias (Cinema, televisió i art dramàtic) Lluís Bassat i Coen (Comunicació), Ignasi Buqueras (Sociologia), Enric Hernández i Llorente (Premsa i periodisme), Pau Gasol i Sáez (Esports), Ángeles González-Sinde Reig (Literatura), Nandu Jubany (Gastronomia), Erwin Rauhe (Lideratge empresarial), Etsuro Sotoo (Belles arts), Anna Ferrer (vídua de Vicenç Ferrer) (Obra social)                            |
| VIIa   | 2013 | Xavier Trias i Vidal de Llobatera (Administració), Rafael Foguet Ambrós (Ciència), Juli Soler (Gastronomia), Joaquim Gay de Montellà i Ferrer-Vidal (Lideratge Empresarial), Lucía Etxebarria de Asteinza (Literatura), Carles Francino i Murgades (Ràdio), Núria Espert i Romero (Teatre), Rafael del Río (Humanisme), Isabel Coixet i Castillo (Cinema), Daniel Giralt-Miracle i Rodríguez (Arquitectura)         |
| VIa    | 2012 | Juan Navarro Baldeweg (Arquitectura), Mercedes Sampietro (Arts Escèniques), Pilarín Bayés (Arts plàstiques), Gabriel Ferraté Pascual (Ensenyament), Manel Estiarte i Duocastella (Esports), Joan Roca i Fontané (Gastronomia), Joan B. Renart i Cava (Lideratge empresarial), Javier Moro Lapierre (Literatura), José Antich i Valero (Periodisme), Dow Chemical Ibérica – Anton Valero i Solanellas (Acció Social) |
| Va     | 2011 | Antonio Garrigues Walker (Humanitats), Benedetta Tagliabue (Arquitectura), José Manuel Lara Bosch (Lideratge Empresarial), Antoni Giró i Roca (Ensenyament), Eudald Carbonell i Roura (Ciència), Rafael Anson (Gastronomia), Pilar de Borbó i de Borbó-Dues Sicílies (Esports), Bigas Luna (Arts Escèniques), Mònica Terribas i Sala (Televisió), Banesto (Acció Social)                                            |
| IVa    | 2010 | Antoni Brufau i Niubó (Lideratge empresarial), Jaime Arias Zimerman (Periodisme), Jordi Bonet i Armengol (Arquitectura), Jaume Gil Aluja (Economia), Ainhoa Arteta Ibarrolaburu (Música), Santi Santamaria i Puig (Gastronomia), Miquel Calçada i Olivella (Televisió), Eduard Punset i Casals (Ciencia), Alejandro Blanco Bravo (Esport), Endesa (Acció social)                                                    |
| IIIa   | 2009 | Andreu Buenafuente Moreno (Comunicació), Manel Esteller i Badosa (Ciencia y Medicina), Ángel Ron (LIderatge empresarial), Javier Pons (Televisió), Joan Bassegoda i Nonell (Arquitectura), Carme Ruscalleda i Serra (Gastronomia), Bancaixa (Acció social), Iñaki Urdangarín (Esports) |
| IIa    | 2008 | Joan Antoni Samaranch i Torelló (Esports), Ferran Adrià Acosta (Gastronomia), Santiago Dexeus i Trias de Bes (Ciencia y Medicina), Isidre Fainé i Casas (Lideratge empresarial), Eduardo Sánchez Junco (Periodisme), Josep Cuní i Llaudet (Televisió), Albert Vilalta i González (Ciencia y Tecnología), Arturo Fernández Rodríguez (Arts escèniques), Carme Mateu Quintana (Música), Repsol (Acción Social)        |
| Ia     | 2007 | Valentí Fuster Carulla (Ciencia y Medicina), Carmen Cervera (Art), Carles Sentís i Anfruns (Periodisme), Toni Soler i Guasch (Televisió), Luis del Olmo Marote (Ràdio), Lluís Pasqual i Sánchez (Arts escèniques), Nina (Música), Carmen Posadas (Literatura), Josep Oliu i Creus (lideratge empresarial), Ferrovial (Acción social)                                                                                |